# 再会 (Vaundyの曲)
「再会」（さいかい）は、日本のシンガーソングライター・Vaundyの楽曲。2025年7月13日に配信限定シングルとしてリリースされた。楽曲は、TVアニメ「光が死んだ夏」のオープニング主題歌として書き下ろされた。

## 背景
2025年6月2日、『光が死んだ夏』のOPを担当することが公表された。
7月6日、リリース日が発表され、同時にジャケ写も公開された。
ジャケットは作家のモクモクれんが描き下ろした。

### 楽曲
主題歌が発表された際、楽曲について"原作漫画を読んだときに感じた、ページを捲る度に何が起こるかわからない不安感をそのまま曲にした"とコメントしていた。

### short ver.
6月18日、YouTubeにて14秒の「再会 (intro)」と31秒の「再会 (サビ)」の音源のみが公開された。

## ミュージック・ビデオ
2025年7月17日、ミュージックビデオの公開が決定した。同時に出演者の後ろ姿が映ったティザー映像も公開された。
翌日、ミュージックビデオが公開された。
ミュージックビデオには森山未來と窪塚愛流が出演しており、亡くなったはずの親友と不思議な再会を果たし､かつての楽しかった日常を取り戻していくストーリーが描かれている。

## ライブ披露
当楽曲は2025年に開催された『Vaundy one man live VAWS Hall tour 2025 "little punk"』で歌唱され、リリース前にライブ初披露となった。